# Mistrzostwa Świata w Łyżwiarstwie Szybkim w Wieloboju 1913
21. mistrzostwa świata w łyżwiarstwie szybkim w wieloboju odbyły się w dniach 1–2 marca 1913 roku w należących do Imperium Rosyjskiego Helsinkach. Zawodnicy startowali na naturalnym lodowisku na zatoce Pohjoissatama po raz czwarty (wcześniej w 1902, 1906 i 1910). W zawodach wzięli udział tylko mężczyźni. Łyżwiarze startowali na czterech dystansach: 500 m, 1500 m, 5000 m, 10000 m. Już czwarty tytuł mistrzowski wywalczył Norweg Oscar Mathisen. O tym, które miejsca zajmowali zawodnicy decydowała mniejsza liczba punktów. Liczba punktów była identyczna z miejscem zajętym w danym biegu (1. miejsce – 1 punkt, 2. miejsce – 2 punkty itd.).

## Uczestnicy
W zawodach wzięło udział 15 łyżwiarzy z 3 krajów. Sklasyfikowanych zostało 14.
| Państwa biorące udział w mistrzostwach | Państwa biorące udział w mistrzostwach | Państwa biorące udział w mistrzostwach |
| -------------------------------------- | -------------------------------------- | -------------------------------------- |
| Imperium Rosyjskie                     | Norwegia                               | Szwecja                                |

## Wyniki
- DNF – nie ukończył, DNS – nie wystartował, f – wywrócił się

| Pozycja | Zawodnik           | Kraj               | 500 m       | 5000 m       | 1500 m       | 10000 m       | Pkt. |
| ------- | ------------------ | ------------------ | ----------- | ------------ | ------------ | ------------- | ---- |
| 01 !    | Oscar Mathisen     | Norwegia           | 46.0 (1.)   | 8:56.1 (2.)  | 2:24.4 (1.)  | 18:04.9 (2.)  | 6    |
| 02 !    | Wasilij Ippolitow  | Imperium Rosyjskie | 50.1 (12.)  | 8:43.4 (1.)  | 2:26.3 (2.)  | 17:37.8 (1.)  | 15   |
| 03 !    | Nikita Najdienow   | Imperium Rosyjskie | 49.5 (10.)  | 9:08.7 (4.)  | 2:29.3 (3.)  | 18:30.5 (4.)  | 20   |
| 4.      | Wäinö Wickström    | Imperium Rosyjskie | 48.9 (5.)   | 9:12.0 (5.)  | 2:31.6 (9.)  | 18:35.2 (5.)  | 24   |
| 5.      | Henning Olsen      | Norwegia           | 47.2 (2.)   | 9:27.8 (8.)  | 2:30.9 (6.)  | 19:16.6 (8.)  | 24   |
| 6.      | Płaton Ippolitow   | Imperium Rosyjskie | 51.0 (13.)  | 9:01.7 (3.)  | 2:32.6 (10.) | 18:08.0 (3.)  | 28   |
| 7.      | Petrus Axelson     | Szwecja            | 49.9 (11.)  | 9:21.4 (6.)  | 2:31.4 (7.)  | 18:45.4 (7.)  | 30   |
| 8.      | Gunnar Strömstén   | Imperium Rosyjskie | 55.0f (15.) | 9:21.7 (7.)  | 2:30.2 (4.)  | 18:35.6 (6.)  | 31   |
| 9.      | Bjarne Frang       | Norwegia           | 47.4 (3.)   | 9:44.7 (13.) | 2:30.5 (5.)  | 19:47.0 (13.) | 34   |
| 10.     | Arvo Tuomainen     | Imperium Rosyjskie | 49.0 (7.)   | 9:28.5 (9.)  | 2:33.3 (11.) | 19:17.3 (9.)  | 36   |
| 11.     | Martin Sæterhaug   | Norwegia           | 48.0 (4.)   | 9:36.2 (12.) | 2:31.5 (8.)  | 19:48.2 (14.) | 38   |
| 12.     | Walter Tverin      | Imperium Rosyjskie | 48.9 (5.)   | 9:35.4 (11.) | 2:34.3 (12.) | 19:24.7 (11.) | 40   |
| 13.     | Nikołaj Rundiałcew | Imperium Rosyjskie | 49.1 (8.)   | 9:29.7 (10.) | 2:35.3 (13.) | 19:36.4 (12.) | 43   |
| 14.     | Jewgienij Korolow  | Imperium Rosyjskie | 51.3 (14.)  | 9:53.2 (14.) | 2:40.7 (14.) | 19:18.2 (10.) | 51   |
| DNS     | Lauri Helanterä    | Imperium Rosyjskie | 49.2 (9.)   | 9:56.5 (15.) | 9:59.9 !     | 59:59.9 !     | -    |